# Le Système Ribadier

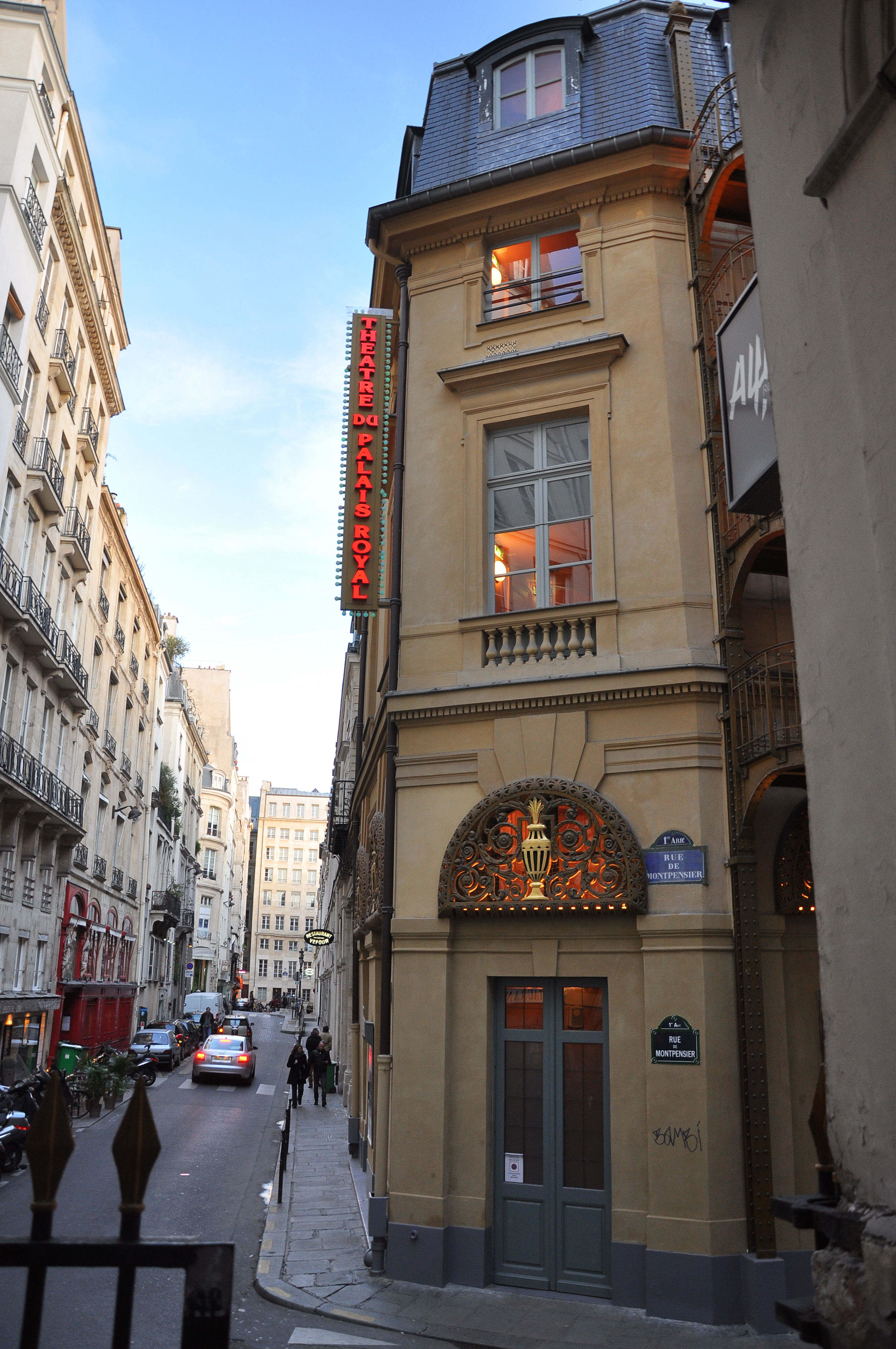
Cet édifice est en partie classé, en partie inscrit au titre des monuments historiques de la France. Il est répertorié dans la base Mérimée, base de données sur le patrimoine architectural français du ministère de la Culture, sous la référence PA00085916.

Le Système Ribadier est une comédie en trois actes de Georges Feydeau représentée pour la première fois en novembre 1892 sur la scène  du théâtre du Palais-Royal et écrite en collaboration avec Maurice Hennequin.

## Résumé
Ribadier est le second mari d'Angèle, veuve de sieur Robineau. À la suite des tromperies de feu son mari, Angèle a développé une jalousie frisant la paranoïa et surveille étroitement les activités de son deuxième conjoint. Ribadier possède cependant le don d'hypnotisme et en profite systématiquement pour endormir son épouse lors de ses escapades, la réveillant à son retour grâce à un truc que lui seul connaît.
Jusqu'au jour où il se confie maladroitement à Aristide Thommereux, son ami commun avec Robineau, revenu d'un exil de plusieurs années à Batavia. Il ignore tout de l'amour que Thommereux porte à Angèle, raison de son exil par-delà les mers...
Profitant d'une escapade de Ribadier, Thommereux réveille Angèle pour lui réitérer sa flamme... C'est à ce moment-là que Ribadier revient en catastrophe, poursuivi par monsieur Savinet, qui est le mari de Thérèse, sa maîtresse du moment.

## Contexte de création
En 1892, après quelques années difficiles, Feydeau obtient coup sur coup deux grands succès : tout d'abord Monsieur chasse ! puis Champignol malgré lui.  Le Système Ribadier sera la troisième pièce de Feydeau à être montée cette année-là.  Elle n'atteint pas le même succès que les deux œuvres précédentes, mais n'en connaît pas moins une carrière honorable : elle quitte l'affiche après 78 représentations.

## Théâtre Montparnasse, 2007
Le Système Ribadier a été joué au Théâtre Montparnasse ainsi qu'en tournée de 2007 à 2009.
- Mise en scène : Christian Bujeau
- Décor : Susana Machado
- Costumes : Susana Machado et Pascale Bordet
- Lumières : Jacques Rouveyrollis
- Musique : Philippe Javelle
- Distribution:
  - Léa Drucker (puis Anne Jacquemin) : Angèle Ribadier
  - Bruno Solo : Eugène Ribadier
  - Jean-Noël Brouté : Aristide Thommereux
  - Gérard Darier ou Marc Brunet : M. Savinet
  - Fabienne Galula : Sophie, la femme de chambre des Ribadier
  - Romain Thunin : Gutzmann, le chauffeur des Ribadier